# Halosydna batheia
Halosydna batheia är en ringmaskart som beskrevs av Horst 1917. Halosydna batheia ingår i släktet Halosydna och familjen Polynoidae. Inga underarter finns listade i Catalogue of Life.